# Macrocera nobilis
Macrocera nobilis är en tvåvingeart som beskrevs av Johnson 1922. Macrocera nobilis ingår i släktet Macrocera och familjen platthornsmyggor. Inga underarter finns listade i Catalogue of Life.